# Campionati europei di nuoto in vasca corta 2010 - 200 metri misti maschili
Le qualifiche per la finale si sono svolte la mattina del 25 novembre 2010, mentre la finale si è svolta la sera dello stesso giorno.

## Medaglie
| Posizione | Atleta              | Paese    |
| --------- | ------------------- | -------- |
| Oro       | Markus Deibler      | Germania |
| Argento   | Vytautas Janušaitis | Lituania |
| Bronzo    | Dinko Jukić         | Austria  |

## Record
Prima della manifestazione il record del mondo (RM), il record europeo (EU) e il record dei campionati (RC) erano i seguenti.
| Record mondiale       | 1 min 51,55 s | Darian Townsend Sudafrica | 15 novembre 2009 Berlino, Germania |
| Record europeo        | 1 min 51,72 s | Markus Rogan Austria      | 10 dicembre 2009 Istanbul, Turchia |
| Record dei campionati | 1 min 51,72 s | Markus Rogan Austria      | 10 dicembre 2009 Istanbul, Turchia |

Durante la competizione non sono stati migliorati record.

## Risultati batterie
| Pos. | Atleta                | Nazionalità | Tempo         | Batteria | Corsia | Note |
| ---- | --------------------- | ----------- | ------------- | -------- | ------ | ---- |
| 1    | Markus Deibler        | Germania    | 1 min 55,61 s | 3        | 5      |      |
| 2    | Vytautas Janušaitis   | Lituania    | 1 min 55,71 s | 3        | 4      |      |
| 3    | Alan Cabello Forns    | Spagna      | 1 min 56,14 s | 2        | 4      |      |
| 4    | Dinko Jukić           | Austria     | 1 min 56,32 s | 1        | 4      |      |
| 5    | Federico Turrini      | Italia      | 1 min 56,84 s | 2        | 3      |      |
| 6    | Dávid Verrasztó       | Ungheria    | 1 min 57,11 s | 3        | 3      |      |
| 7    | Diogo Filipe Carvalho | Portogallo  | 1 min 57,25 s | 1        | 5      |      |
| 8    | Tomas Fucik           | Rep. Ceca   | 1 min 57,86 s | 3        | 2      |      |
| 9    | Dmitry Gorbunov       | Russia      | 1 min 58,01 s | 2        | 5      |      |
| 10   | Daniel Skaaning       | Danimarca   | 1 min 58,48 s | 1        | 7      |      |
| 11   | Dmitry Zhilin         | Russia      | 1 min 58,66 s | 2        | 6      |      |
| 12   | Ilya Volovnik         | Russia      | 1 min 58,77 s | 2        | 7      |      |
| 13   | Raphael Stacchiotti   | Lussemburgo | 1 min 58,88 s | 3        | 7      |      |
| 14   | Pavel Sankovič        | Bielorussia | 1 min 59,29 s | 3        | 6      |      |
| 15   | Chris Christensen     | Danimarca   | 1 min 59,37 s | 1        | 3      |      |
| 16   | Sasa Impric           | Croazia     | 1 min 59,48 s | 1        | 6      |      |
| 17   | Carlos Vives Gomis    | Spagna      | 2 min 00,90 s | 2        | 2      |      |
| 18   | Jakub Maly            | Austria     | 2 min 01,66 s | 1        | 2      |      |
| 19   | Ganesh Pedurand       | Francia     | 2 min 02,09 s | 3        | 8      |      |
| 20   | Yury Suvorau          | Bielorussia | 2 min 02,40 s | 2        | 1      |      |
| 21   | Maxym Shemberyev      | Ucraina     | 2 min 02,98 s | 2        | 8      |      |
| 22   | Jonathan Massacand    | Svizzera    | 2 min 04,66 s | 1        | 1      |      |
| 23   | Tomas Klobucnik       | Slovacchia  | 2 min 05,59 s | 3        | 1      |      |

## Finale
| Pos. | Atleta                | Nazionalità | Tempo         | Corsia | Note |
| ---- | --------------------- | ----------- | ------------- | ------ | ---- |
|      | Markus Deibler        | Germania    | 1 min 53,25 s | 4      |      |
|      | Vytautas Janušaitis   | Lituania    | 1 min 54,07 s | 5      |      |
|      | Dinko Jukić           | Austria     | 1 min 54,93 s | 6      |      |
| 4    | Alan Cabello Forns    | Spagna      | 1 min 55,06 s | 3      |      |
| 5    | Federico Turrini      | Italia      | 1 min 56,44 s | 2      |      |
| 6    | Diogo Filipe Carvalho | Portogallo  | 1 min 56,83 s | 1      |      |
| 7    | Dávid Verrasztó       | Ungheria    | 1 min 56,98 s | 7      |      |
| 8    | Tomas Fucik           | Rep. Ceca   | 1 min 58,26 s | 8      |      |